# Valoistapijten
De Valoistapijten (Frans: tapisseries des Valois of Fêtes des Valois) is een serie van acht wandtapijten, die in de jaren 1570 of 1580 geproduceerd werden in de Zuidelijke Nederlanden, waarschijnlijk in Brussel. Het ontstaan van de tapijten – formeel zonder titel, maar meestal aangeduid als Valoistapijten – is tot op heden in onzekerheid gehuld. Wel is duidelijk dat ze al kort na hun ontstaan onderdeel werden van de kunstcollectie van de Medici-familie, later van het Uffizimuseum in Florence. De tapijten vertegenwoordigen, naast hun kunsthistorische waarde, een grote historische waarde, vanwege de gedetailleerde afbeeldingen van festiviteiten aan het Franse hof en portretten van historische personen uit de tweede helft van de zestiende eeuw, met als centrale figuur de vermoedelijke opdrachtgeefster, Catharina de' Medici. De Valoistapijten, met hun connotatie van excessief hofleven, ridderlijkheid en politieke intrige, worden gerekend tot de meest ambitieuze ondernemingen uit de Europese renaissance.

## Geschiedenis
In 1860 werden in het depot van het Uffizimuseum in Florence acht Vlaamse wandtapijten uit de tweede helft van de zestiende eeuw 'ontdekt', die daar decennialang vrijwel onopgemerkt opgeslagen waren geweest. Vanaf begin twintigste eeuw wekten ze de interesse van zowel kunsthistorici als historici. Hoewel ze inmiddels behoren tot de beroemdste voorbeelden van Vlaamse tapijtweefkunst, is over hun ontstaan en vroegste geschiedenis vrijwel niets met zekerheid bekend. Wetenschappers als Aby Warburg, Nicolas Ivanoff, Jean Ehrmann, Frances Yates, Gerardina Tjaberta van Ysselsteyn, Robert Knecht, Jean Coural, Roy Strong, Léon de Groër, Lisa Jardine, Jerry Brotton, Pascal-François Bertrand en Ewa Kociszewska hebben zich gebogen over vragen met betrekking tot de opdrachtgever(s), het (politiek) doel van de opdrachtgevers, de afgebeelde personen, de kunstenaars die aan het project meewerkten, en de werkplaats(en) waar de tapijten geweven zijn. Door het geheel ontbreken van aanwijzingen uit de archieven is men tot nu toe niet verder gekomen dan afgewogen en met redenen omklede theorieën. Wel werd al vrij vroeg vastgesteld dat de tapijten tot een en dezelfde serie behoorden, dat de afgebeelde taferelen de door Catharina de' Medici georganiseerde extravagante hoffeesten betroffen (de zogenaamde magnificences), en dat de meeste afgebeelde personen leden van het Huis Valois en van de hun omringende hofhouding voorstelden. De naam 'Valoistapijten' was daarmee geboren.

### Opdrachtgever(s) en doel
In 1959 publiceerde de Britse historica Frances A. Yates The Valois Tapestries, de meest complete monografie over de Valoistapijten tot op heden. Yates trachtte daarin antwoord te geven op de vele vragen rondom de tapijten en ging daarbij de controverse niet uit de weg. Volgens haar waren de tapijten tussen 1582 en 1585 te Antwerpen geproduceerd in opdracht van Willem van Oranje, die ze als diplomatieke gift aan Catharina de' Medici schonk. Oranje hoopte daarmee de steun van de Franse koningin-moeder te krijgen om haar zoon Frans van Anjou ertoe te bewegen de wapens op te nemen tegen Spanje. De hertog van Anjou was in 1580 door de Staten-Generaal van de Nederlanden aangesteld als landvoogd, maar weigerde zijn troepen in te zetten ter ondersteuning van de Nederlandse opstand tegen Spanje. Volgens Yates zouden de afgebeelde taferelen, behalve een eerbewijs aan De' Medici, de verzoening tussen katholieken en protestanten illustreren.
In de latere literatuur wordt voortdurend verwezen naar Yates' uitmuntende studie naar deze bijzondere tapijtenserie, maar het door haar voorgestelde opdrachtgeverschap van Willem van Oranje wordt niet langer als een serieuze optie gezien. Tegenwoordig wordt algemeen aangenomen dat Catharina de' Medici in de jaren 1570 (sommigen houden vast aan de jaren 1580) zelf de opdrachtgeefster was, waarbij de verheerlijking van het Huis Valois (en dan met name Catharina's zonen en dochters) het beoogde doel was. Dat ze zelf op zeven van de acht tapijten is afgebeeld – weliswaar klein in de meeste gevallen –, zal evenmin toeval zijn. Mogelijk wenste ze tevens de spectaculaire, meerdaagse "magnificences" te vereeuwigen, die zij te Fontainebleau in 1564, in Bayonne in 1565, en in de Tuilerieën in 1573 had georganiseerd. Indien dat laatste het doel was, is zij daarin zeker geslaagd, aangezien de tapijten de meest gedetailleerde en levendige getuigen van deze extravagante hoffeesten zijn. De dynastie, waarvan zij het voortbestaan had trachten te verzekeren, eindigde echter enkele maanden na haar dood met de moord op haar zoon Hendrik III.

### Ontwerpers en producenten
Omdat concrete informatie over de totstandkoming van de tapijtenserie ontbreekt, zijn ook de namen van de kunstenaars die er aan meewerkten onderwerp van speculatie. Wel kon met vrij grote zekerheid worden vastgesteld dat de belangrijkste taferelen in de Valoistapijten gebaseerd zijn op prenten van Antoine Caron. Van zes van de acht taferelen is een ontwerptekening (weliswaar niet geheel identiek en zonder de voorgrondfiguren) van Antoine Caron bewaard gebleven; alleen bij La barrière en L'éléphant ontbreken deze. Niet duidelijk is of de tekeningen van Caron bedoeld waren als ontwerp voor de feesten zelf, voor een serie prenten of schilderijen van de feesten, of voor de tapijten.

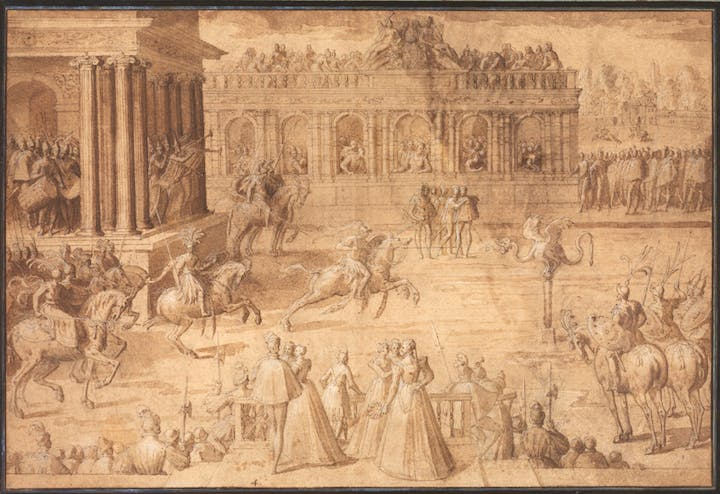
Antoine Caron: Quintaine
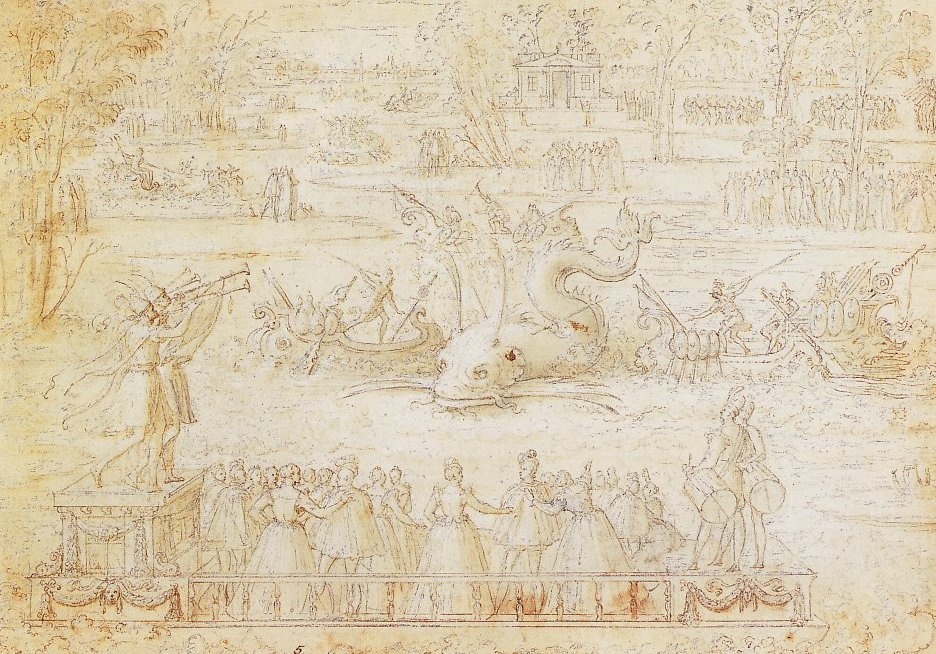
Antoine Caron: Fête nautique sur l'Adour
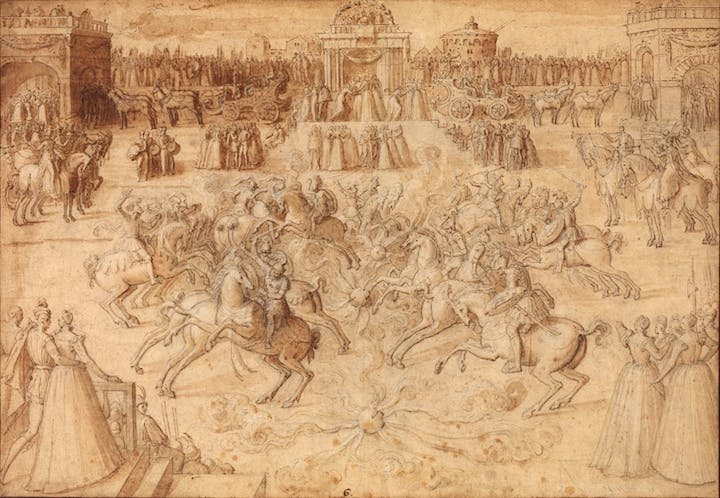
Antoine Caron: Carrousel des chevaliers
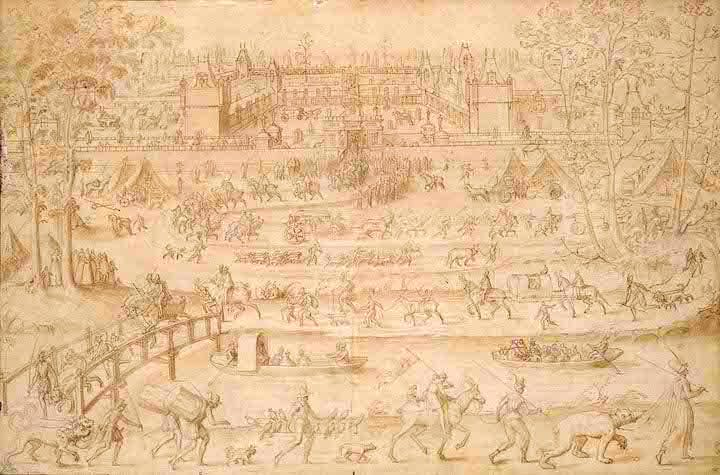
Antoine Caron: Départ du château d’Anet

De originele kartons van de Valoistapijten zijn verloren gegaan. Mogelijk zijn ze vernietigd om te voorkomen dat er kopieën van de tapijten gemaakt konden worden. Volgens Yates was het de Vlaamse kunstenaar Lucas d'Heere, die de prenten van Caron omwerkte tot bruikbare kartons voor de tapijtwevers. D'Heere had al omstreeks 1560 kartons vervaardigd in opdracht van Catharina de' Medici en was omstreeks 1580 in dienst van Willem van Oranje. Mogelijk zijn er nog andere kunstenaars bij het project betrokken geweest, bijvoorbeeld voor het ontwerpen van de levensgrote portretten of de decoratieve tapijtranden. Die laatste zijn wellicht ontworpen door een kunstenaar die voor dat specifieke doel in dienst was van een weefatelier.
De tapijten zijn vermoedelijk omstreeks 1575, of kort na 1580, ontstaan in de toenmalige Spaanse Nederlanden, waarschijnlijk in Brussel of Antwerpen, destijds belangrijke centra van tapijtweefkunst. Ze zijn geweven van wol en zijde met goud- en zilverdraad. Geschat wordt dat er ongeveer een jaar aan gewerkt is, aan vier verschillende weefgetouwen. De tapijten bevatten twee weversmerktekens (MGP en WF), die tot op heden niet geïdentificeerd konden worden. Zes van de acht tapijten zijn bovendien aan de randen gemerkt met het merkteken BB (Brussel, Brabant), wat moeilijk anders te interpreteren is dan dat ze in die stad geweven zijn. De kunsthistorica Frances Yates negeerde bewust de betekenis van de merktekens en argumenteerde dat de omstandigheden juist wezen op Antwerpen als meest waarschijnlijke plaats van ontstaan.

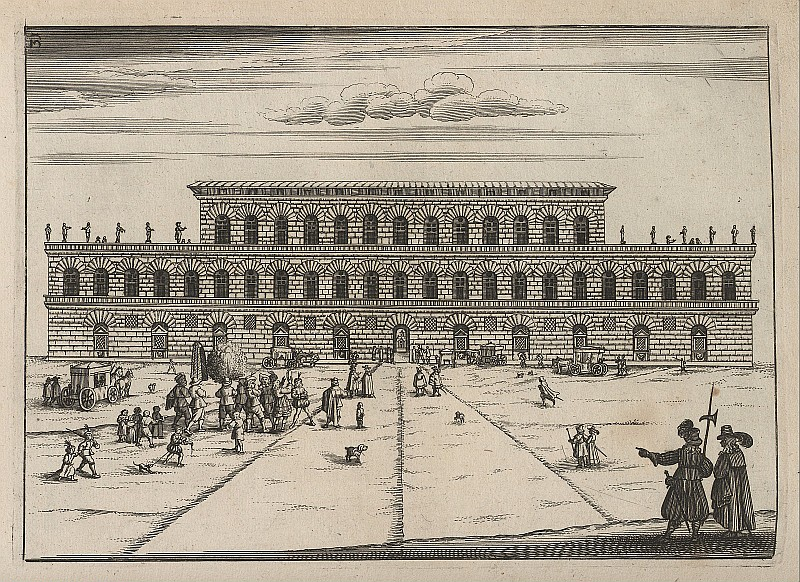
Palazzo Pitti in 1664

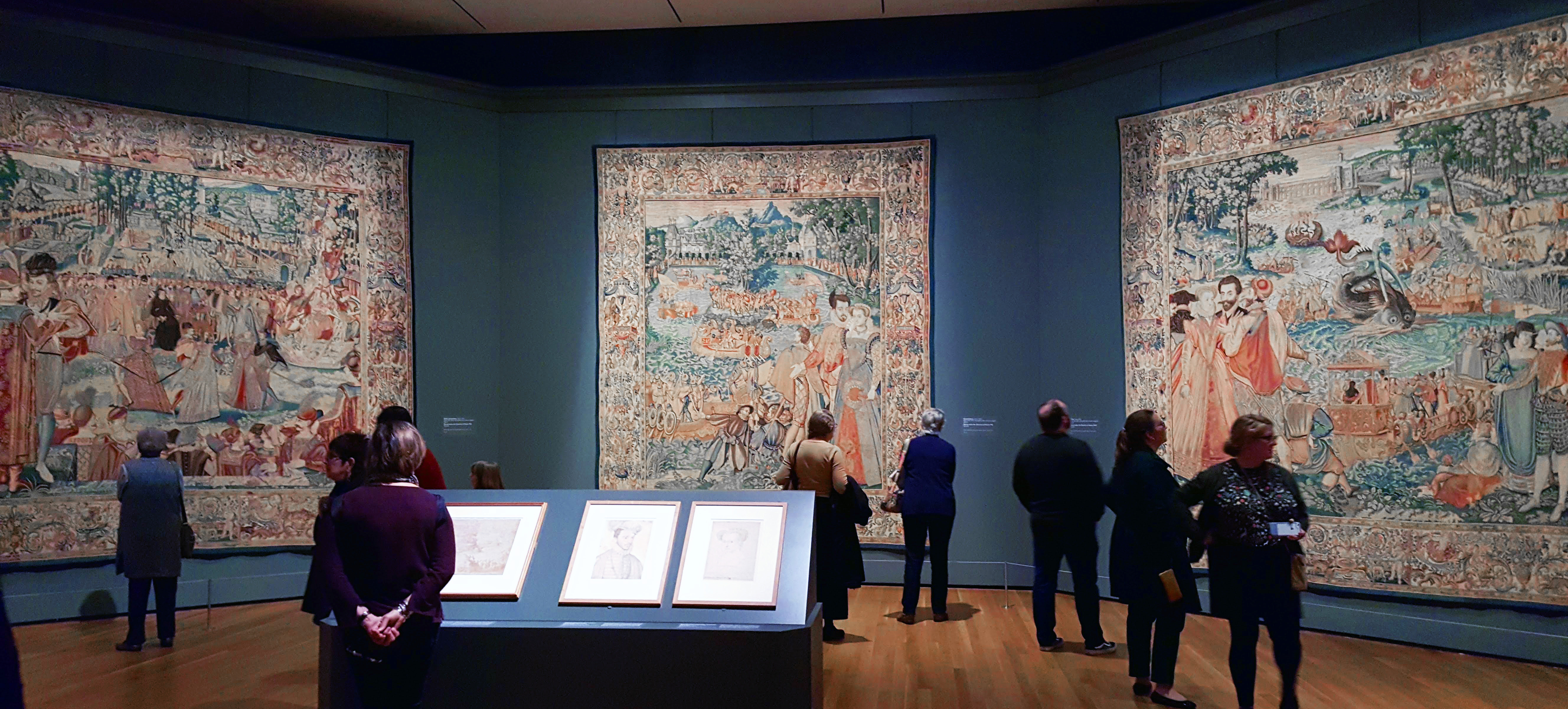
Drie van de tapijten in The Cleveland Museum of Art in 2018

### Verblijfplaatsen; restauratie
Aangenomen wordt dat Catharina de' Medici (1519-1589) de tapijten schonk aan haar favoriete kleindochter Christine van Lotharingen (1565-1637), mogelijk in mei 1589 bij gelegenheid van Christina's huwelijk met Ferdinando I de' Medici, groothertog van Toscane. In hetzelfde jaar werden in elk geval acht tapijten met ongeveer dezelfde afmetingen als de Valoistapijten genoemd in een inventaris van Christina's bezittingen te Florence. Daarbij werd expliciet vermeld dat de tapijten door Catharina de' Medici bij leven geschonken waren; dus niet als deel van de erfenis. Dit gegeven leidde de kunsthistorica Ewa Kociszewska ertoe te veronderstellen dat de tapijten van den beginne bedoeld waren als geschenk voor Christina van Lotharingen, met wie Catharina de' Medici een speciale band had.
De tapijten hingen daarna met vrij grote zekerheid in het Palazzo Pitti, een van de stadspaleizen van de Medici's in Florence. Berichten over hun aanwezigheid daar zijn er echter nauwelijks. Mogelijk werden ze niet gezamenlijk tentoongesteld door gebrek aan een geschikte ruimte. Vanaf eind negentiende eeuw hingen ze in het Palazzo della Crocetta, eveneens een voormalig paleis van de Medici's, dat toen in gebruik werd genomen als tapijtenmuseum (tegenwoordig archeologisch museum). Van 1966 tot 1987 hingen ze in de Galleria degli Uffizi, het voormalige bestuurs- en administratiegebouw van de familie De' Medici.
Hoewel de acht Valoistapijten zich gezien hun ouderdom nog in redelijk goede staat bevonden, was hun conditie eind twintigste eeuw zodanig dat het Uffizimuseum het niet langer verantwoord achtte om ze permanent tentoon te stellen. In 1987 werden ze opgerold en in een beschermde omgeving opgeslagen, in afwachting van hun restauratie. Van 1998 tot 2008 werd, als eerste, Carrousel des chevaliers gerestaureerd, met steun van de Italiaanse staat. Met financiële hulp van de Amerikaanse tak van The Friends of the Uffizi Gallery lukte het om tussen 2015 en 2018 nog vijf tapijten te restaureren. De tapijten werden door een restauaratieteam onder leiding van Costanza Perrone Da Zara en Claudia Beyers zorgvuldig schoongemaakt, waarbij tevens de verflaag werd verwijderd, waarmee delen van het tapijt in de achttiende en negentiende eeuw waren 'opgefleurd'. Geoxideerde metaaldraden werden ontdaan van roest, en versleten en gerafelde delen werden gerepareerd.
In 2018-2019 waren zes van de acht tapijten – La barrière en Quintaine waren nog niet gerestaureerd – voor het eerst na lange tijd weer te zien in het Cleveland Museum of Art in Cleveland (Ohio) in een tentoonstelling getiteld Renaissance Splendor: Catherine de'  Medici's Valois Tapestries.

## Beschrijving
De complete serie Valoistapijten bestaat uit acht grote wandtapijten, die alle een feestelijke gebeurtenis aan het hof van Catharina de' Medici (1519-1589) uitbeelden. De in Italië geboren Catharina was van 1547 tot 1559 koningin-gemalin van Hendrik II van Frankrijk (1519-1559) en daarna dertig jaar lang regentes en invloedrijke koningin-moeder van drie van haar zonen uit het Huis Valois: Frans II (1544-1560), Karel IX (1550-1574) en Hendrik III (1551-1589). Zoals de tapijtenserie geen formele benaming kent, zo hebben de afzonderlijke tapijten evenmin een officiële titel. De hier gebruikte Franstalige titels zijn, even als de Engelstalige titels, deels ontleend aan de tekeningen van Antoine Caron. Ze zijn in de loop der jaren min of meer ingeburgerd geraakt in de kunsthistorische literatuur.

### Fontainebleau
Het wandtapijt Attaque de Vue devant le château de Fontainebleau, kortweg aangeduid als Fontainebleau (afmetingen: 404 x 344 cm) toont een in scène gezet 'watergevecht' bij het Kasteel van Fontainebleau. Het spektakel werd vermoedelijk in juni 1564 door Catharina de' Medici georganiseerd, kort voordat ze met haar zoon, de jeugdige koning Karel IX van Frankrijk, begon aan een achttien maanden durende 'Grand Tour' door Frankrijk, ter bevestiging van het koningschap van de jonge vorst. Te zien is hoe heldhaftige mannen "gevangengenomen" vrouwen bevrijden, die opgesloten zitten in een nagebouwd kasteel, omringd door een voor die gelegenheid aangelegd meertje. De centrale figuren aan de rechterkant zijn vrijwel zeker de opvolger van Karel IX, zijn broer Hendrik III, en diens vrouw Louise van Lotharingen (1553-1601).

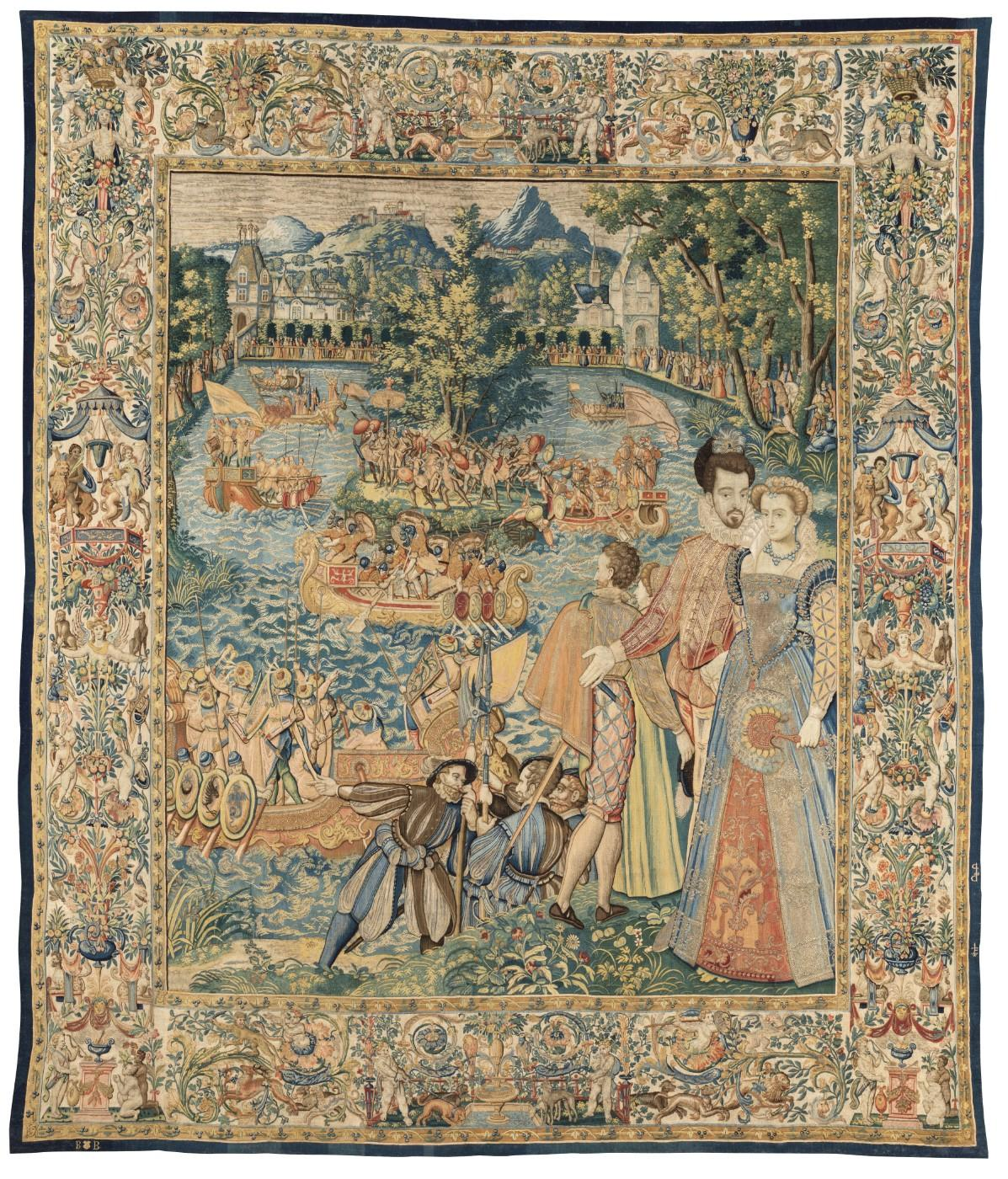
Fontainebleau
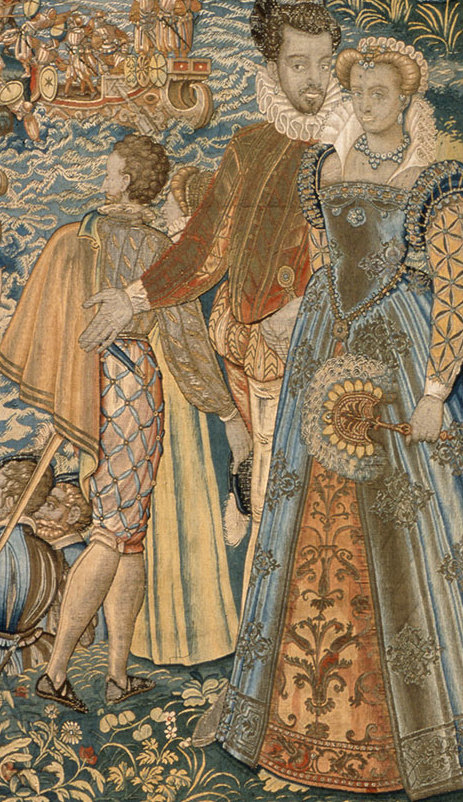
Fontainebleau (detail 1)
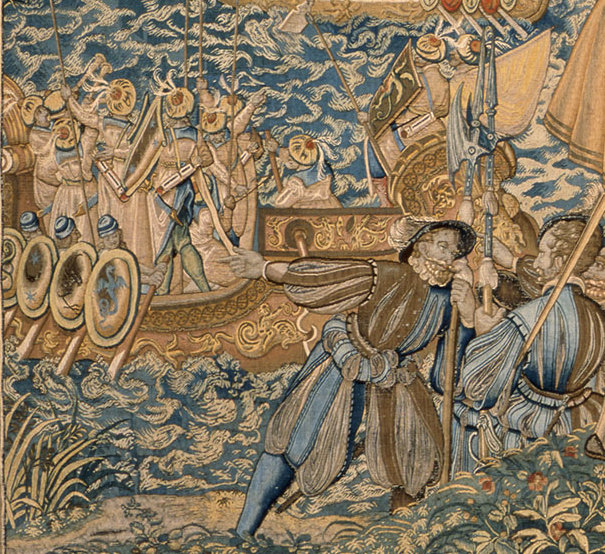
Fontainebleau (detail 2)
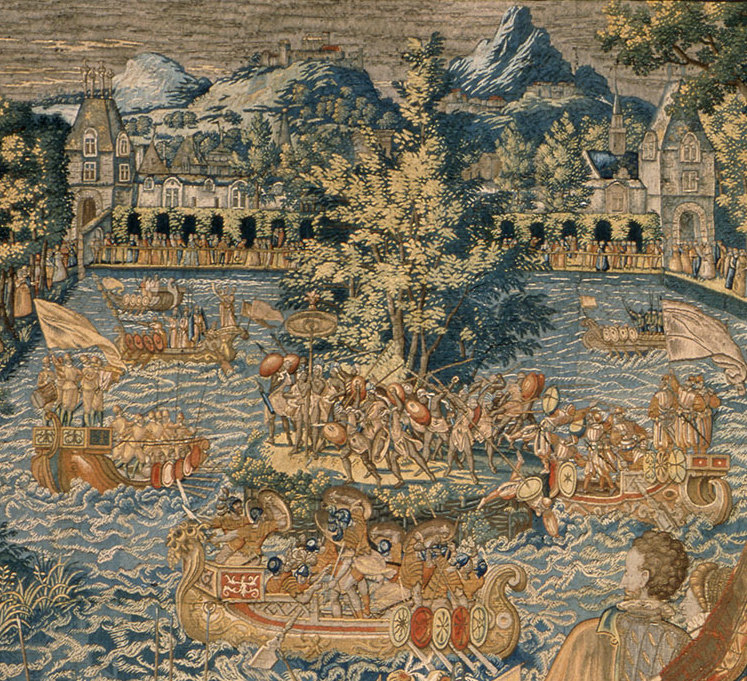
Fontainebleau (detail 3)

### La barrière
Het tapijt Combat à la barrière, verkort aangeduid als La barrière of in het Engels Barriers (386 x 328 cm), is een van de twee tapijten waarvan geen ontwerp van Antoine Caron bekend is. Getoond wordt een ridderlijk steekspel met lansen, zoals dat in 1564 en 1565 plaatsvond in het Kasteel van Fontainebleau, wellicht ter gelegenheid van de thuiskomst van Karel IX en Catharina de' Medici na hun Grand Tour. De koningin-moeder is te herkennen als degene die vanuit haar centrale paviljoen de spelen overziet. Frans van Anjou (1555-1584), de jongste zoon van Catharina de' Medici en de enige die geen koning werd, is rechts op de voorgrond afgebeeld met lans, recht in de ogen van de toeschouwer kijkend. Van de personen links op de voorgrond staat de identiteit niet vast. Yates meende dat hier drie leden van het Huis Nassau zijn afgebeeld, waaronder Willem van Oranje (1533-1584), die een helm aanbiedt aan zijn zoon Maurits (1567-1625). Van Ysselsteyn vermoedde dat de rechts afgebeelde man met de lans Willem Lodewijk van Nassau-Dillenburg (1560-1620) was.

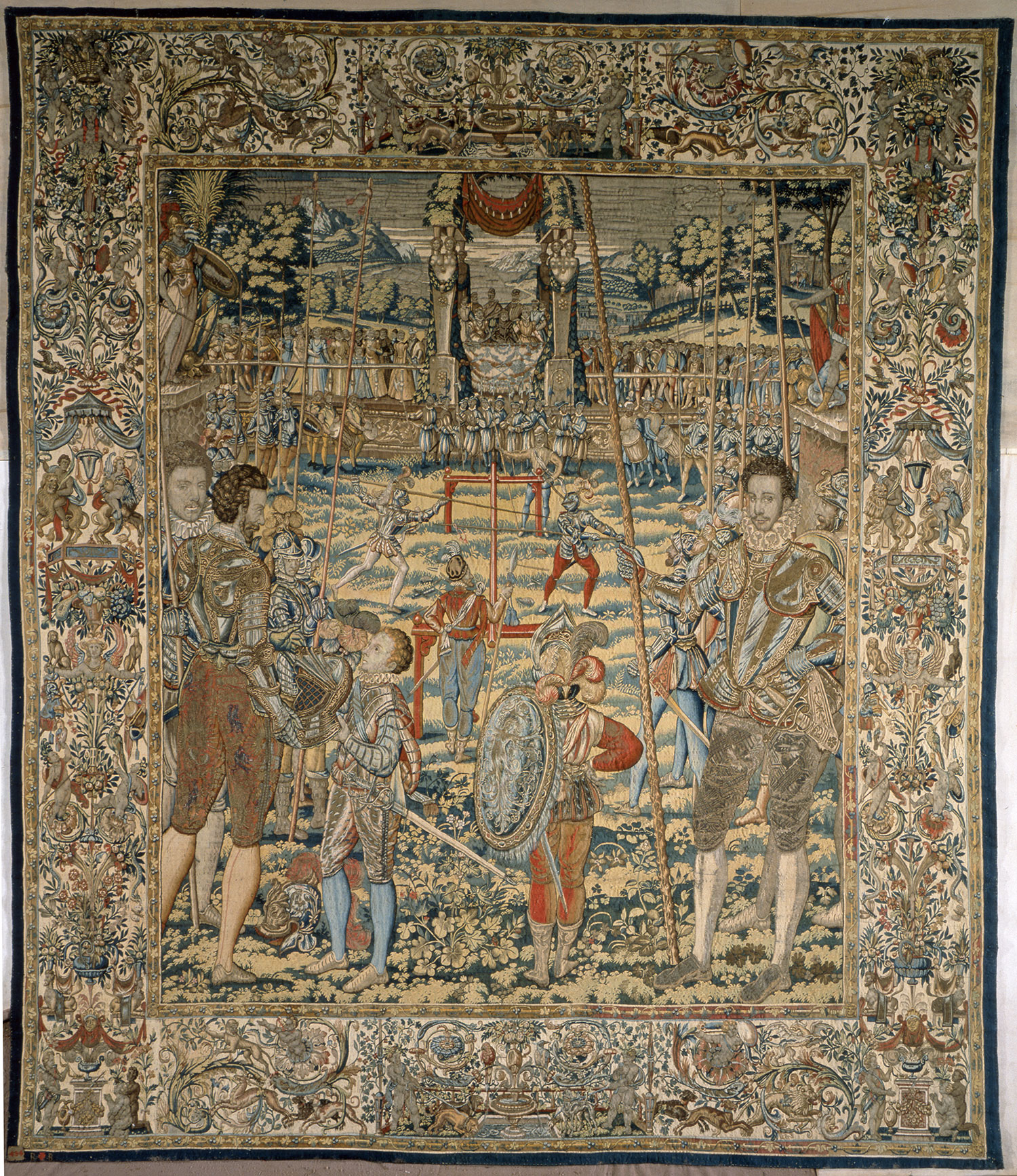
La barrière
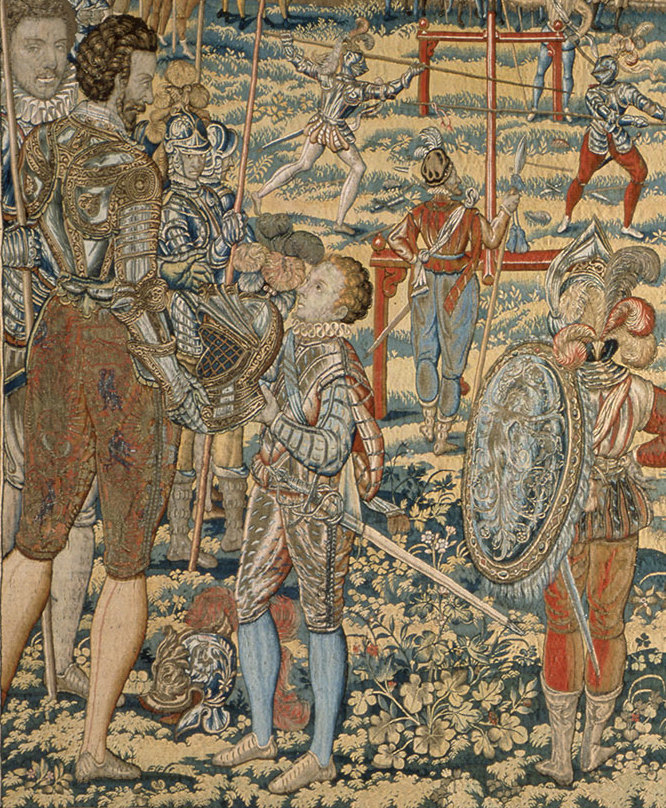
La barrière (detail 1)
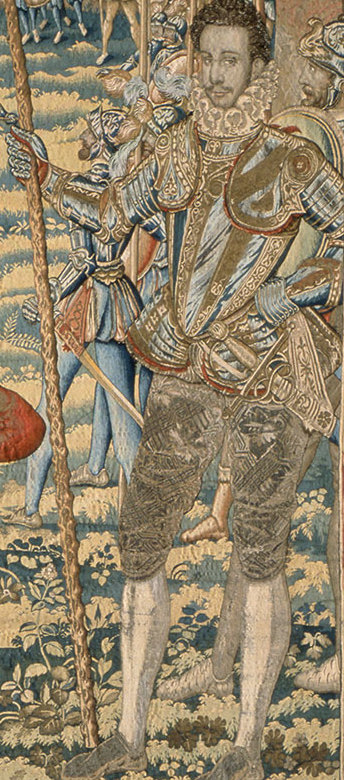
La barrière (detail 2)
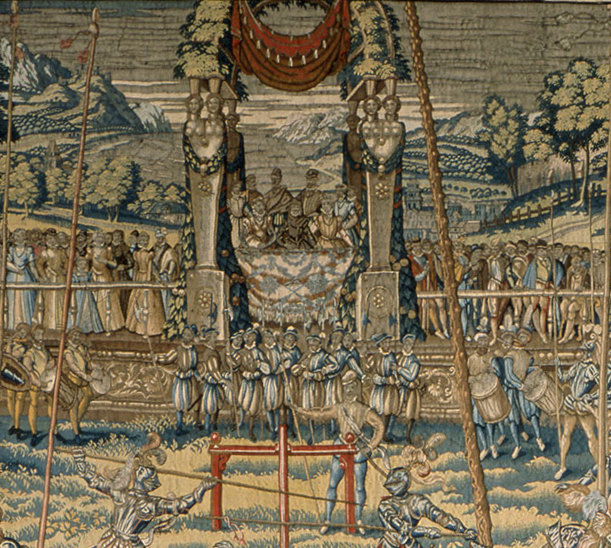
La barrière (detail 3)

### Quintaine
Het tapijt Jeu de la quintaine, ook bekend als Quintain(e) (387 x 400 cm), toont een steekspel genaamd quintaine, zoals dat gespeeld werd te Bayonne op 19 juni 1565 als onderdeel van de festiviteiten ter gelegenheid van de terugkeer van Catharina de' Medici en Karel IX na hun Grand Tour door Frankrijk. Bayonne ligt vlak bij de Spaanse grens en diverse leden van het Spaanse hof waren bij de feestelijkheden aanwezig, waaronder Catharina's dochter Elisabeth van Valois (1545-1568), die gehuwd was met Filips II van Spanje. Opvallend is dat Elisabeth hier niet is afgebeeld. De centrale figuur op het wandtapijt, rechts van het midden, is koning Hendrik III, Catharina's lievelingszoon. Mogelijk is de persoon achter hem hertog Anne de Joyeuse (1560-1587), een van de favorieten van de koning, die in 1581 huwde met Margaretha van Lotharingen, een schoonzus van de koning.

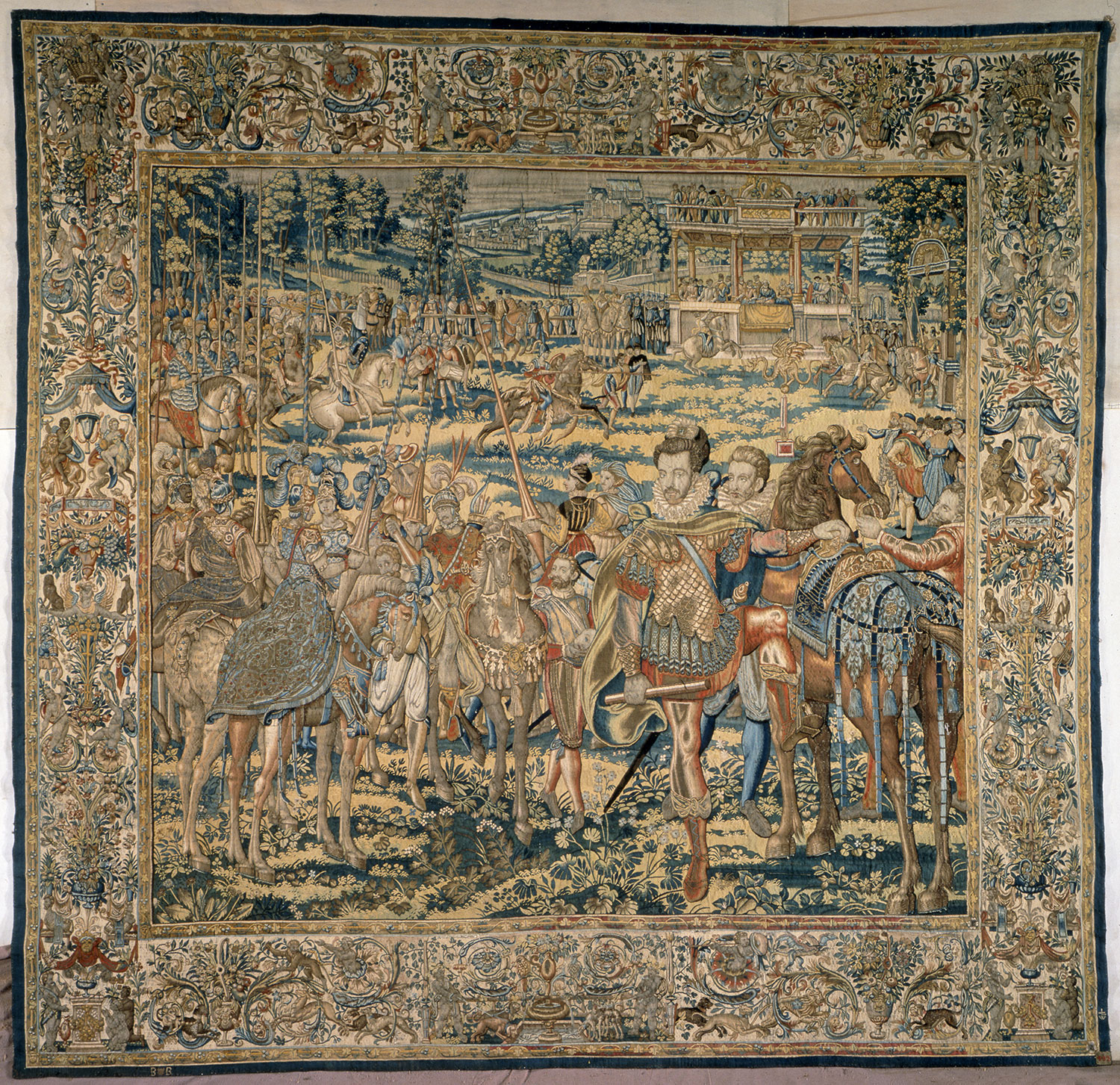
Quintaine
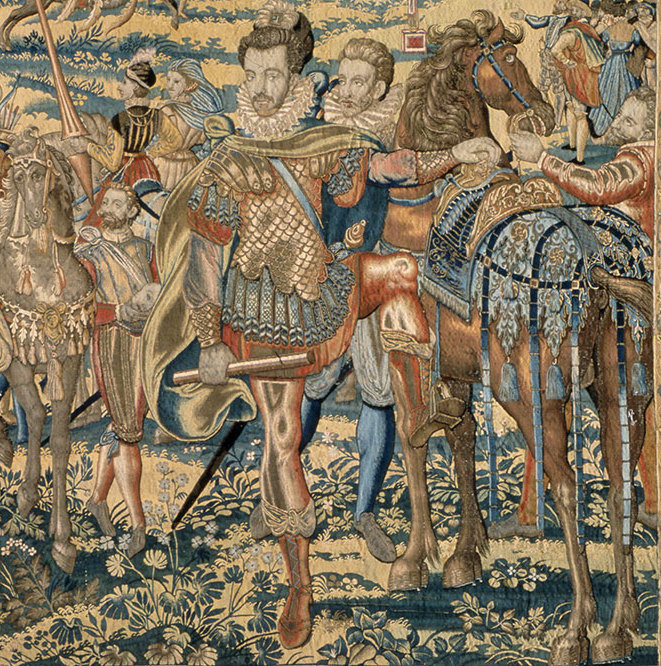
Quintaine (detail 1)
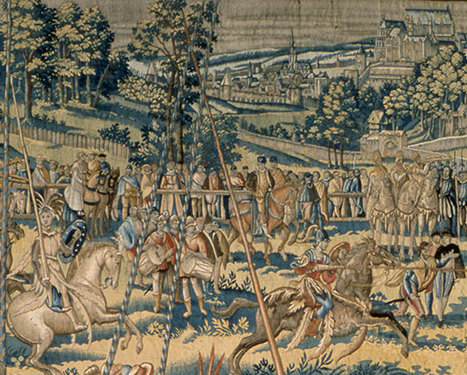
Quintaine (detail 2)
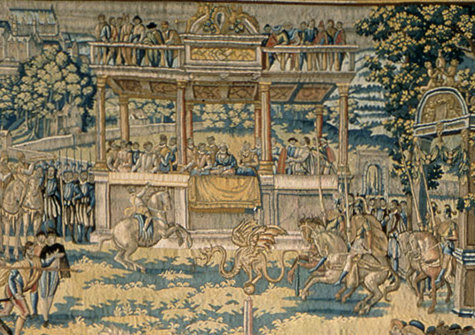
Quintaine (detail 3)

### Fête nautique
Fête nautique sur l'Adour, kortweg Fête nautique, in de Engelstalige literatuur Water Festival at Bayonne of Whale (355 x 394 cm), toont een banket op een eiland in de rivier de Adour nabij Bayonne. Het feest vond plaats op 24 juni 1565 en werd aangeboden door Catharina de' Medici om de vrede tussen Frankrijk en Spanje te vieren. De genodigden werden in boten naar het eiland vervoerd, waarbij een orkest speelde en, bij wijze van vermaak, de bootjes werden 'aangevallen' door een namaak-walvis. Op de rivieroevers dansen herders, de Franse provincies symboliserend, op de muziek van hoorns. Catharina de' Medici zit waarschijnlijk onder het baldakijn van de boot middenvoor. Van het groepje personen links op de voorgrond kunnen met vrij grote zekerheid worden geïdentificeerd: Catharina's dochter Margaretha van Valois met echtgenoot Hendrik van Navarra (1553-1615), later Hendrik IV van Frankrijk (gesticulerend naar de boot). Tussen hen in staat waarschijnlijk Karel III van Lotharingen (1543-1608), de echtgenoot van Catharina's dochter Claudia van Valois. Hun dochter Christine van Lotharingen zou in 1589 de Valoistapijten als bruidsschat meenemen naar Florence. Mogelijk is rechtsonder koning Hendrik III afgebeeld.

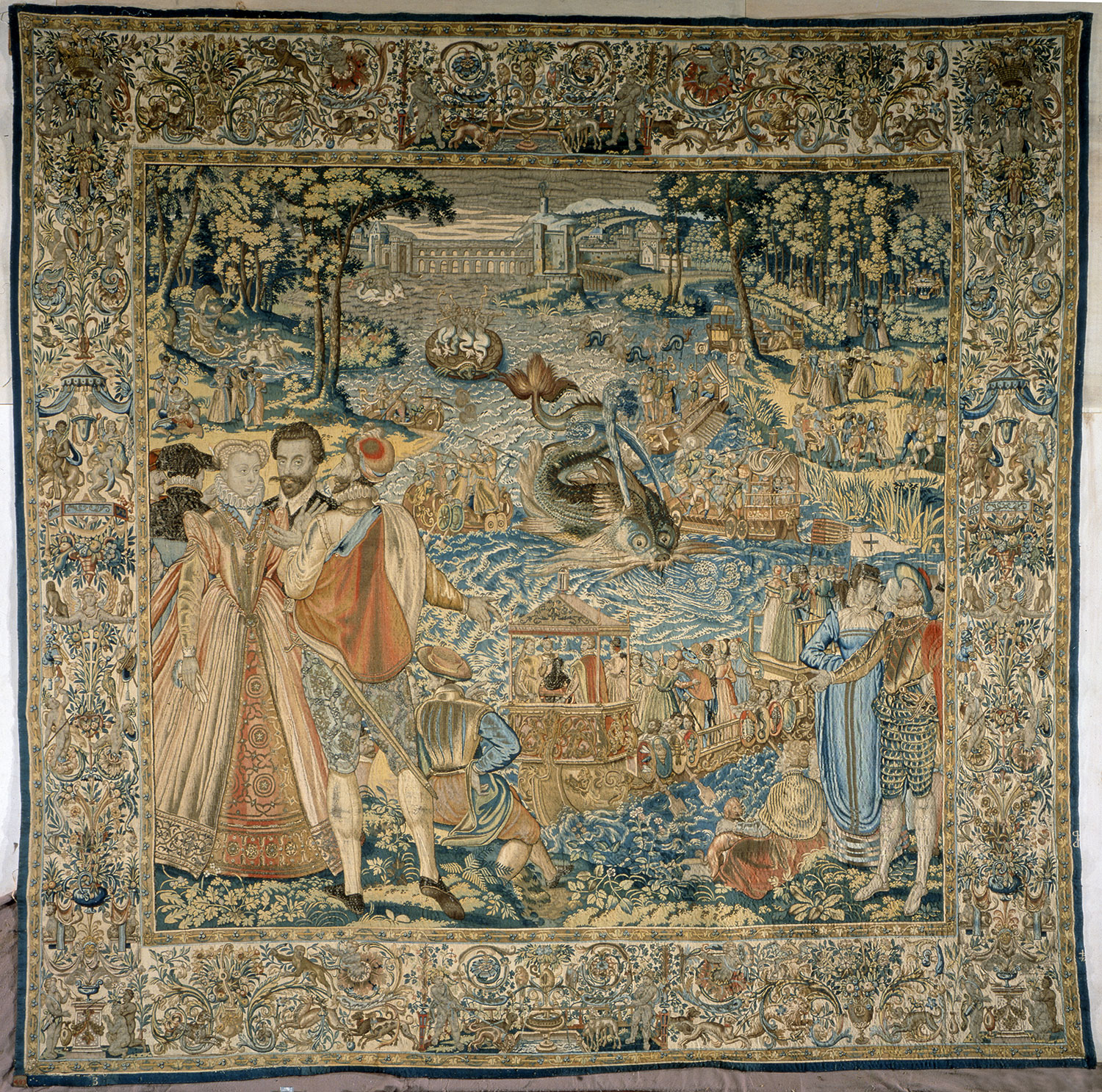
Fête nautique
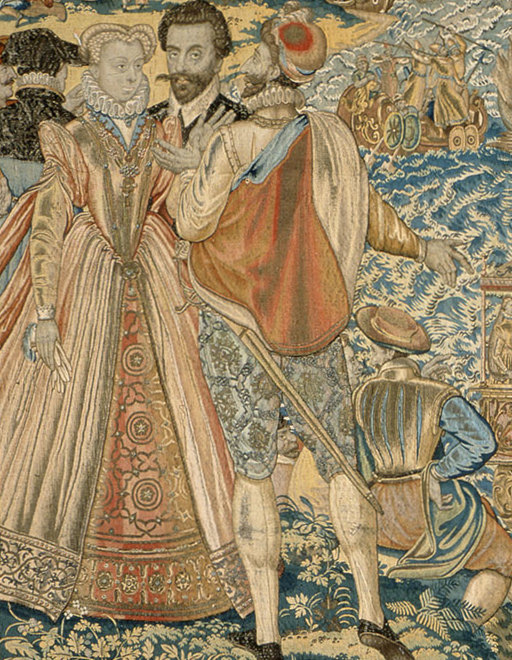
Fête nautique (detail 1)
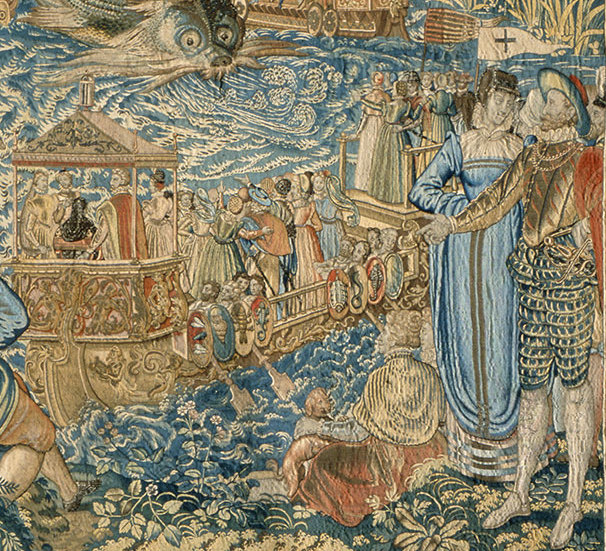
Fête nautique (detail 2)
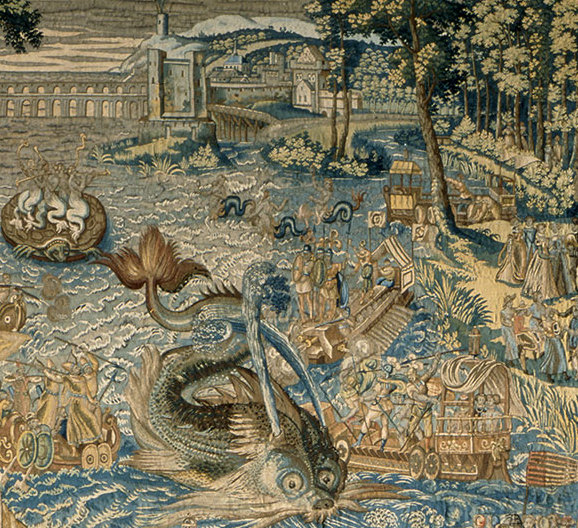
Fête nautique (detail 3)

### Carrousel des chevaliers
Het grote tapijt Carrousel des chevaliers bretons et irlandais à Bayonne, kortweg Carrousel des chevaliers, in het Engels meestal aangeduid als Tournament (391 x 611 cm), toont een ballet de cour (hofballet), een gecompliceerde, gechoreografeerde voorstelling, zoals die op 25 juni 1565 plaatsvond in Bayonne. Het was onderdeel van een serie festiviteiten, waarin ridders die de 'liefde' en de 'deugd' verbeelden, strijd leveren. Op de achtergrond rijden de vier kardinale deugden in een rijtuig: wijsheid, rechtvaardigheid, moed en gematigdheid. In een ander rijtuig, omgeven door putti, rijden  Cupido en Venus. Van het groepje prominent afgebeelde figuren ter linkerzijde van het tafereel kunnen, naast Catharina de' Medici (in rouwkledij en met een van haar dwergen naast zich), met vrij grote zekerheid haar dochter Margaretha van Valois en schoonzoon Hendrik van Navarra (en profil) herkend worden. Aan de rechterzijde is mogelijk Louise van Lotharingen-Vaudémont afgebeeld, samen met twee onbekende vrouwen en een onbekende man. Dr. G.T. van Ysselsteyn was de eerste die de naam van Louise van Lotharingen in dit verband noemde.

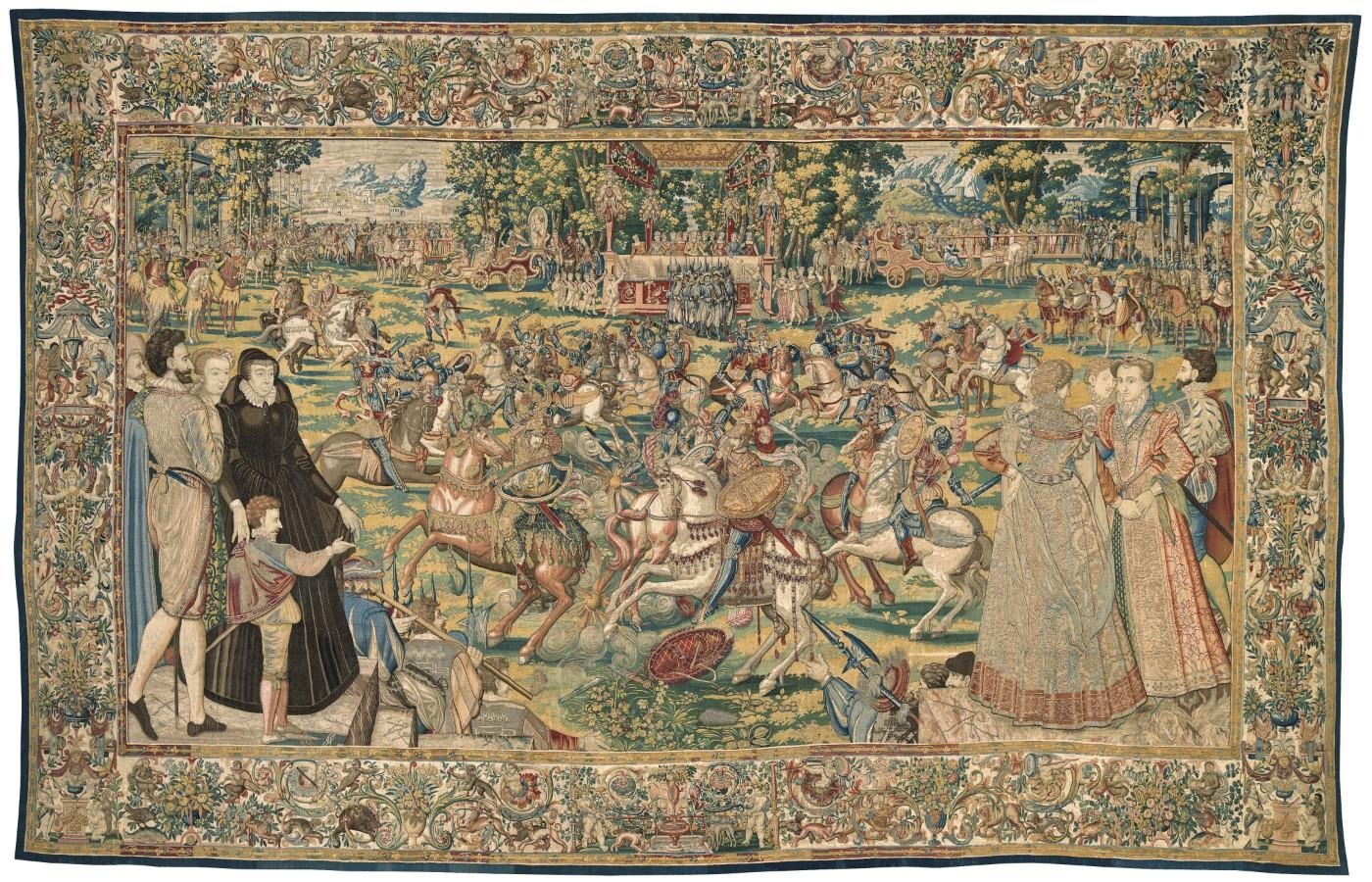
Carrousel des chevaliers
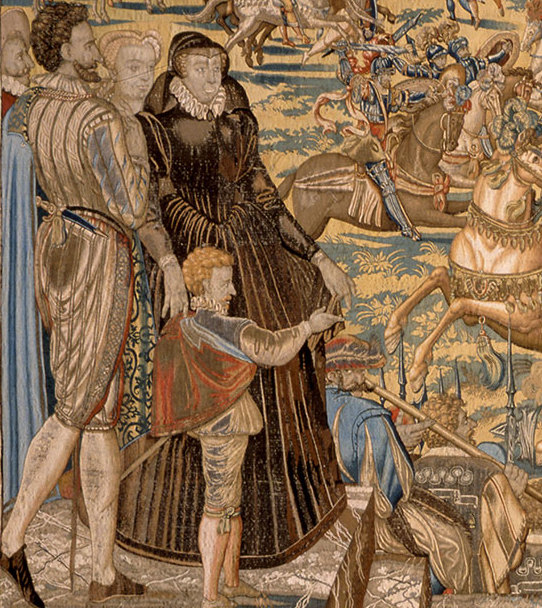
Carrousel des chevaliers (detail 1)
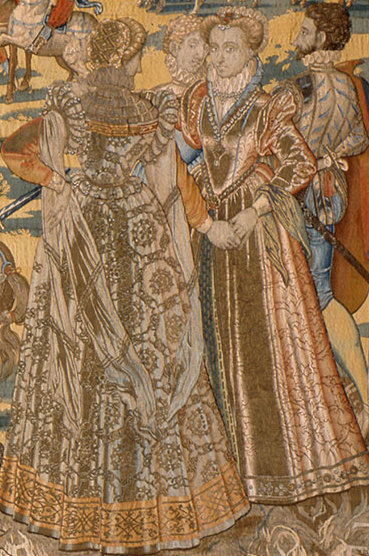
Carrousel des chevaliers (detail 2)
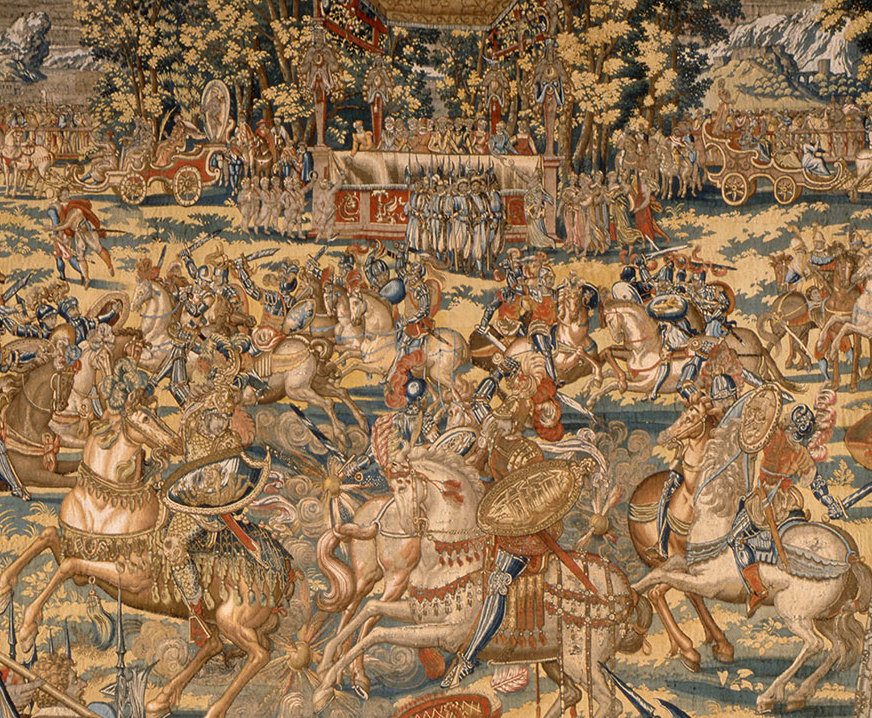
Carrousel des chevaliers (detail 3)

### Le départ
Départ de la Cour du château d'Anet is bekend onder de Franse naam Le départ of de Engelse aanduiding Journey (390 x 534 cm). Het tapijt toont een lange stoet van hovelingen die vertrekt uit het koninklijk Kasteel van Anet ("Château d'Anet"). Volgens Yates zien we hier het vertrek van Hendrik III naar Polen in 1573, waar hij tot koning zou worden gekroond. De meeste afgebeelde figuren zijn moeilijk te identificeren, omdat ze weinig specifieke kenmerken tonen. Algemeen wordt aangenomen dat Catharina de' Medici zich in de centraal afgebeelde draagstoel bevindt, terwijl de ruiter aan het hoofd van de stoet mogelijk Karel IX van Frankrijk voorstelt, alhoewel Pascal-François Bertrand een sterke gelijkenis met Hendrik III ziet. De Britse historica Frances Yates meende in 1959 de drie figuren rechts op de voorgrond van het tapijt te kunnen identificeren als Lodewijk van Nassau (1538-1574) en mogelijk Hendrik van Nassau (1550-1574) en Christoffel van de Palts, die alle drie in 1574 bij de Slag op de Mookerheide om het leven waren gekomen. De Nederlandse kunsthistorica Gerardina van Ysselsteyn kwam in 1961 naar aanleiding van Yates' boek met een alternatieve visie, waarmee ze tevens het 'kunsthistorisch bewijs' trachtte te leveren voor het auteurschap van Filips van Marnix van Sint-Aldegonde van het Wilhelmus. Volgens Van Ysselsteyn betroffen de drie figuren op de voorgrond, naast Lodewijk van Nassau, Adolf van Nassau (1540-1568) en Marnix van Sint-Aldegonde (1540-1598), een goede vriend van de tapijtontwerper Lucas d'Heere. Dat Marnix van Sint-Aldegonde wordt afgebeeld in gezelschap van de gebroeders Van Nassau, zou volgens Van Ysselsteyn zijn auteurschap van het Wilhelmus bevestigen.

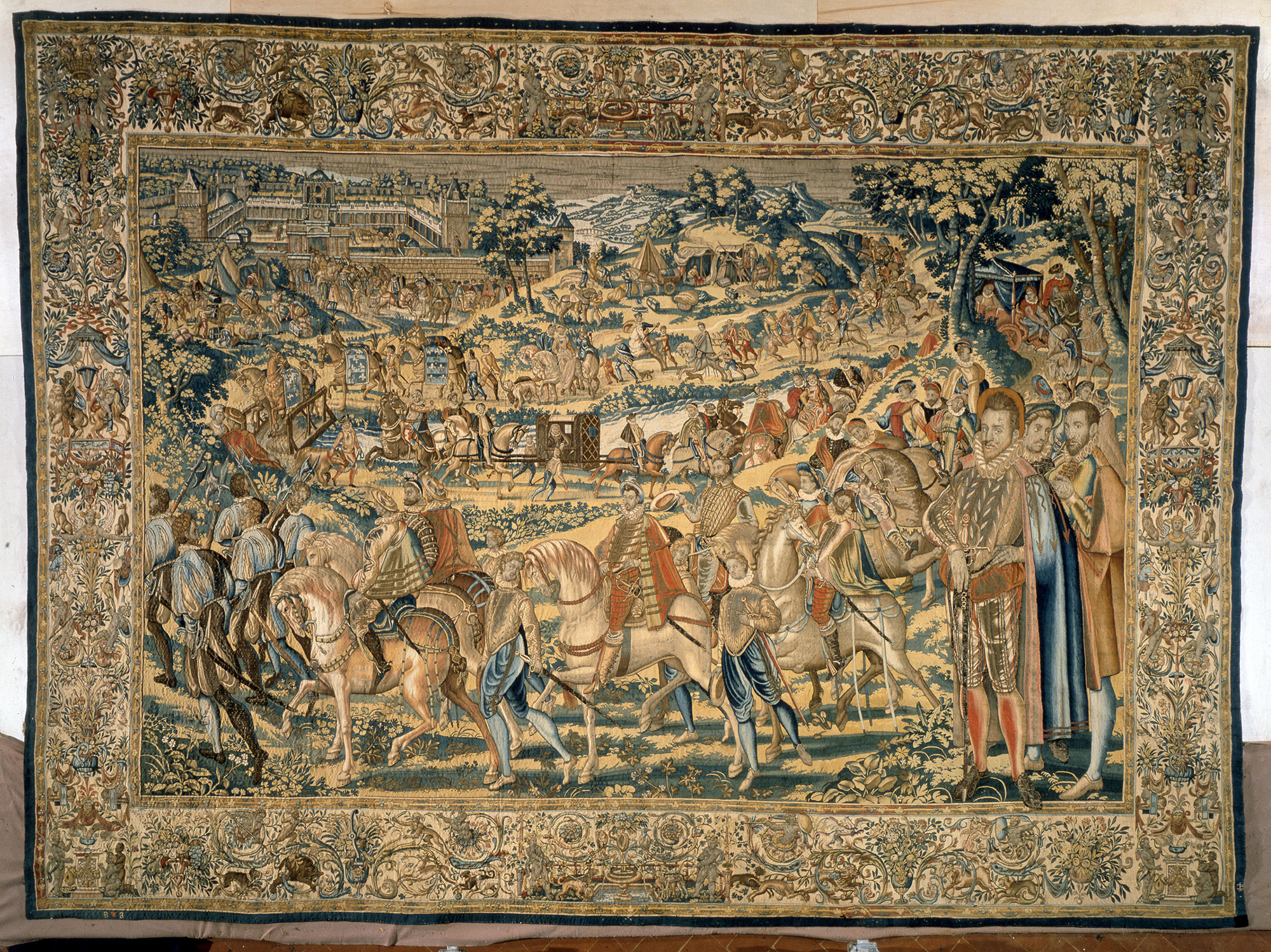
Le départ
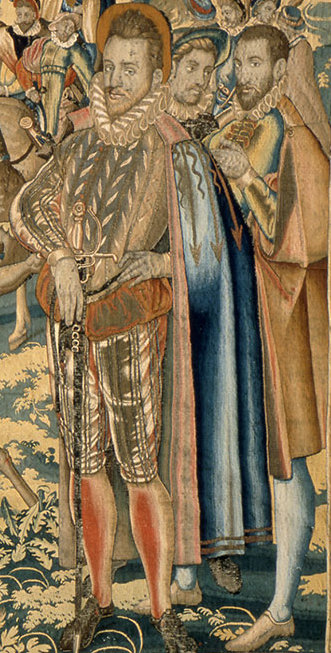
Le départ (detail 1)
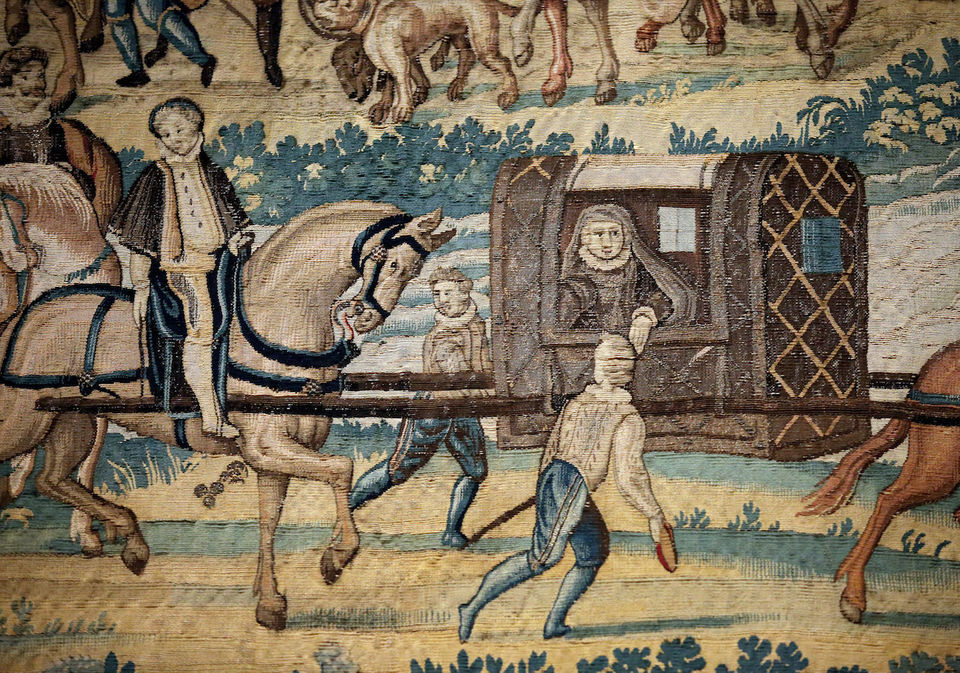
Le départ (detail 2)
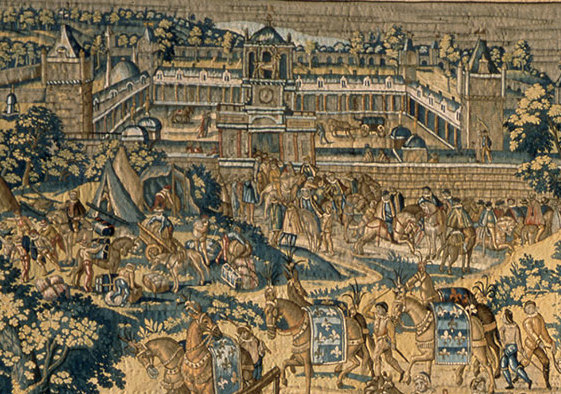
Le départ (detail 3)

### Les ambassadeurs polonais
Het tapijt Fête aux Tuileries en l'honneur des ambassadeurs polonais, meestal afgekort als Les ambassadeurs polonais of Polish Ambassadors (388 x 480 cm), toont een uitbundig feest in de tuin van het Tuilerieënpaleis in Parijs, dat in 1573 gehouden werd toen een delegatie Poolse ambassadeurs naar Parijs kwam om Hendrik III de kroon van het Poolse Koninkrijk aan te bieden. Catharina de' Medici, wederom in zwarte rouwkledij, is ook hier de centrale figuur die de feestelijkheden overziet. De figuren op de voorgrond konden tot op heden niet met zekerheid worden geïdentificeerd, maar de meeste historici zijn het erover eens dat de persoon links, die de Poolse ambassadeurs verwelkomt, Hendrik I van Guise (1550-1588) voorstelt, en niet Anne de Joyeuse, zoals Yates voorstelde.

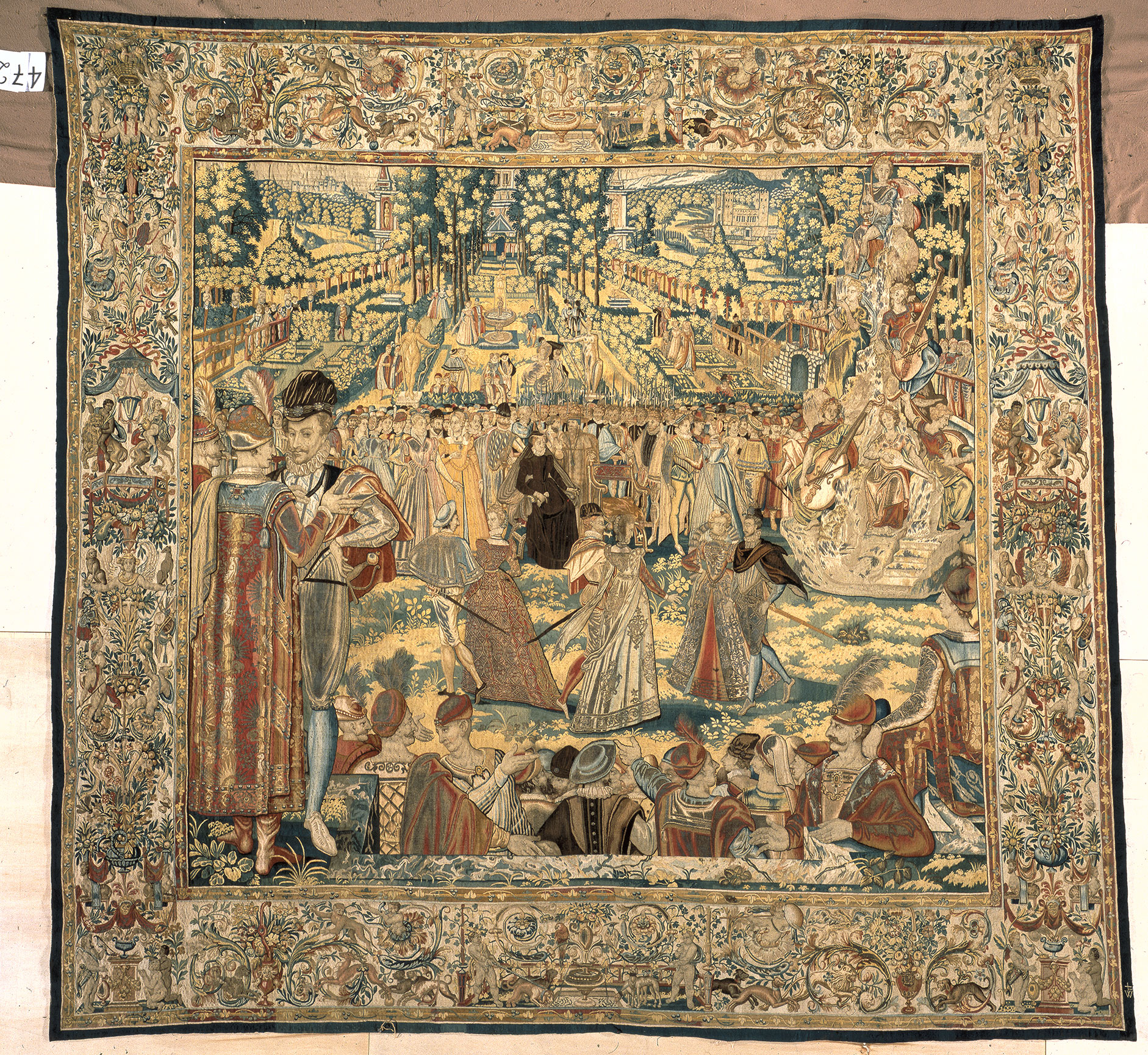
Les ambassadeurs polonais
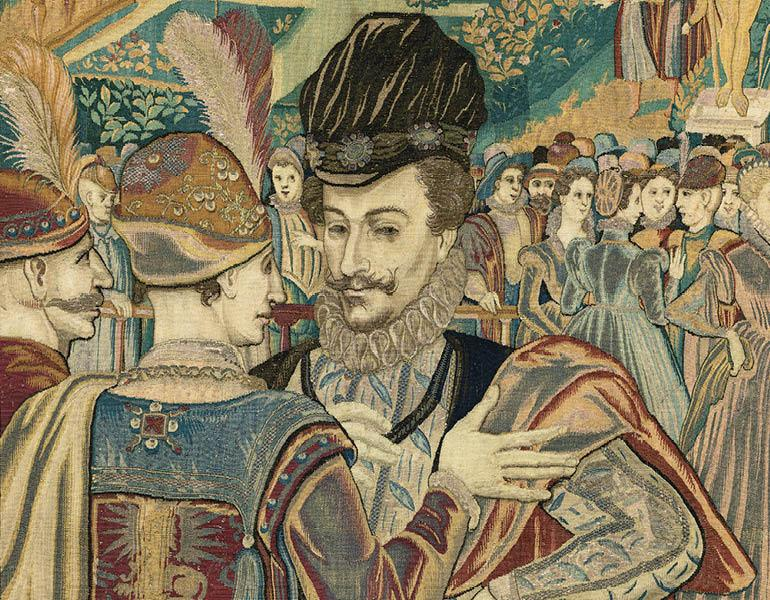
Les ambassadeurs polonais (detail 1)
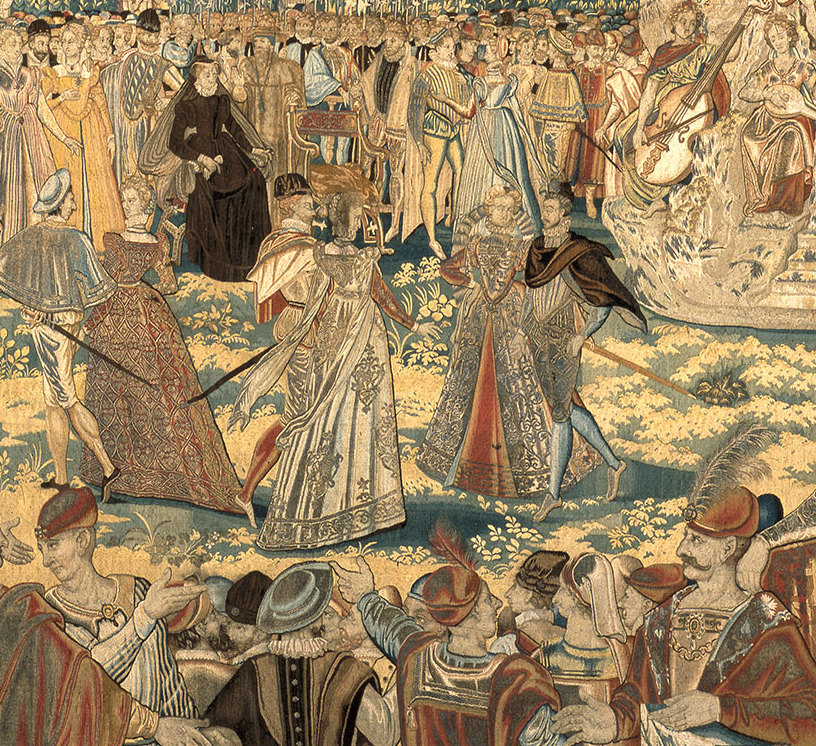
Les ambassadeurs polonais (detail 2)
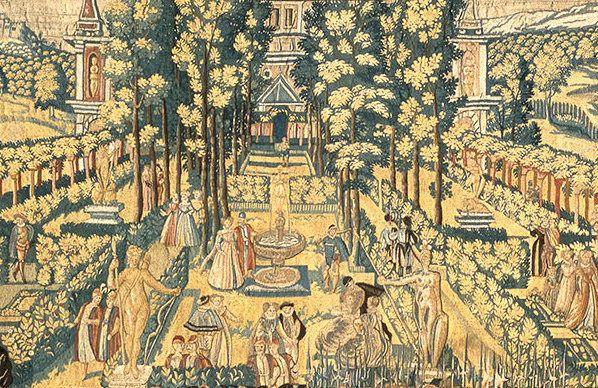
Les ambassadeurs polonais (detail 3)

### L'éléphant
Het laatste tapijt, Mascarade à l'éléphant of kortweg L'éléphant, tevens het grootste van de acht tapijten (387 x 670 cm), toont een nagemaakte, deels beweegbare 'olifant', die door leden van het hof wordt aangevallen. De precieze omstandigheden van dit ballet de cour zijn niet bekend. Yates' overtuiging was dat dit een verwijzing is naar de blijde inkomst van hertog Frans van Anjou te Antwerpen in 1582, waarbij ook een kunstmatige olifant aanwezig zou zijn geweest. Op eigentijdse prenten van deze intocht is echter geen olifant te zien. Ook lijken het landschap en de gebouwen op het tapijt niet op Antwerpen. Geopperd is dat de olifant ontleend is aan het schilderij Nachtelijk festival met olifant in de stijl van Antoine Caron, dat weer teruggrijpt op het wandtapijt De slag bij Zama uit de serie Scipio-tapijten, door Giulio Romano ontworpen voor koning Frans I van Frankrijk. Van Caron zelf is echter geen ontwerp bekend, dat direct naar het tapijt L'éléphant verwijst. Prominent afgebeeld zijn Margaretha van Valois en haar broer Frans van Anjou. Mogelijk is de derde persoon koning Hendrik III, eveneens een broer van Margaretha. Yates opperde dat dit Edmund Sheffield, 1e hertog van Mulgrave en een stiefzoon en protegé van Robert Dudley, de graaf van Leicester, zou kunnen zijn. Van Ysselsteyn dacht dat het James Stuart, de latere koning Jacobus I van Engeland zou kunnen zijn.

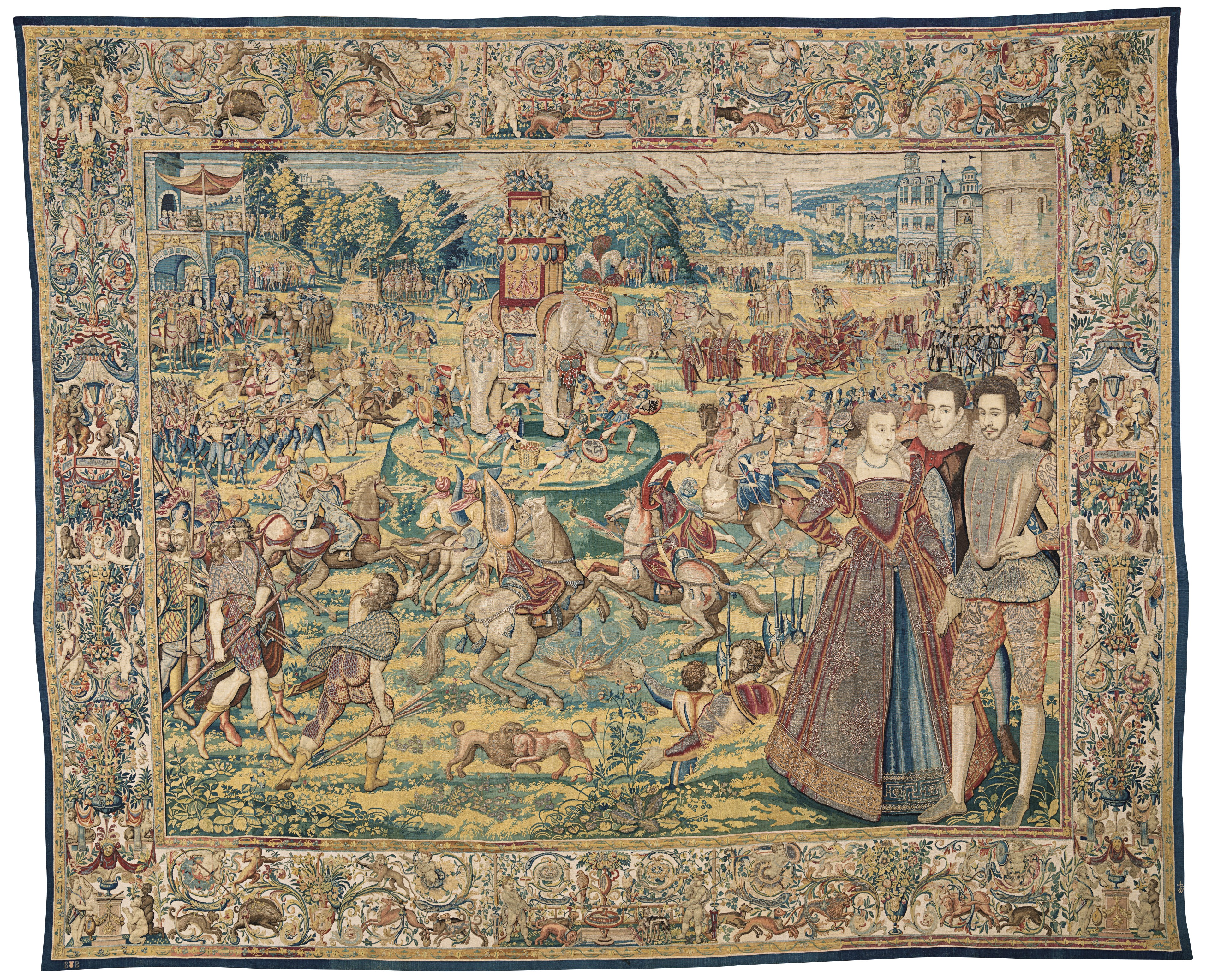
L'éléphant
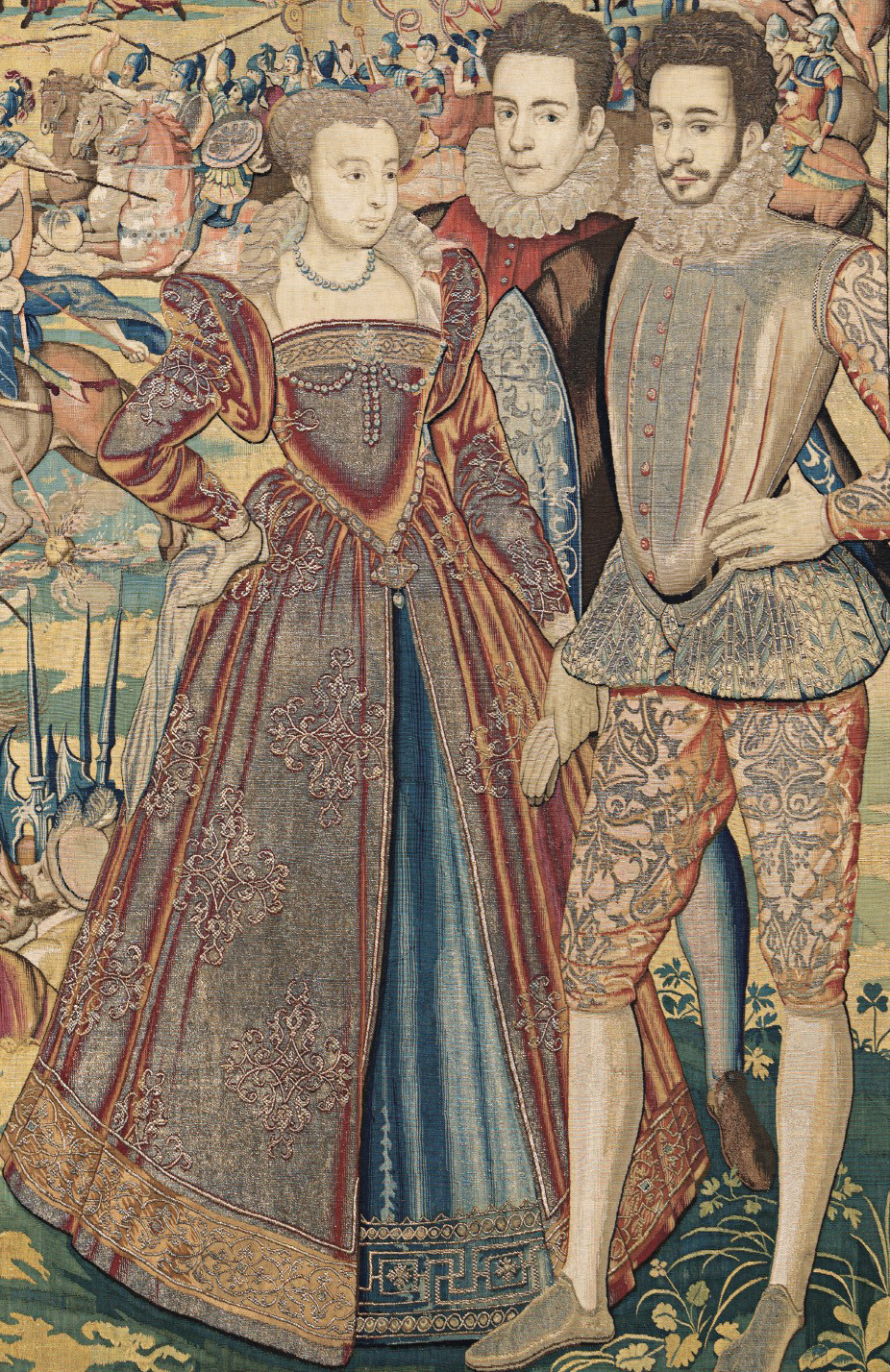
L'éléphant (detail 1)
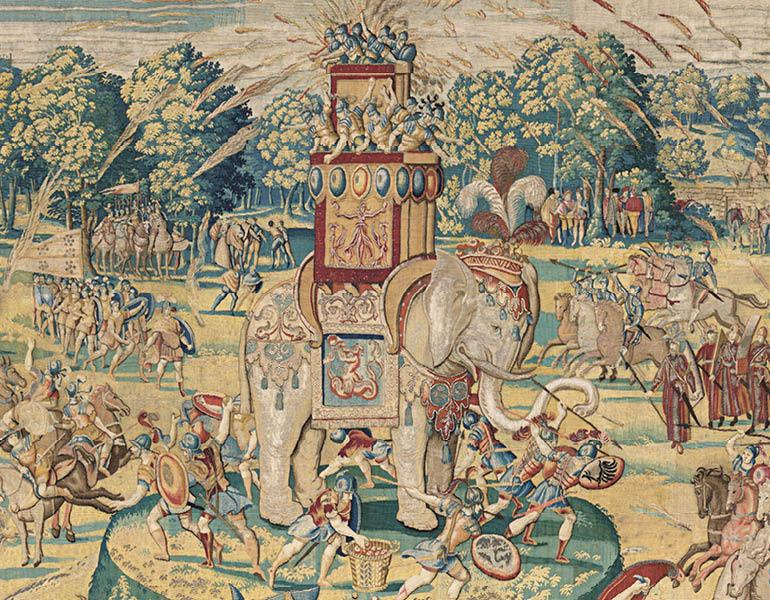
L'éléphant (detail 2)
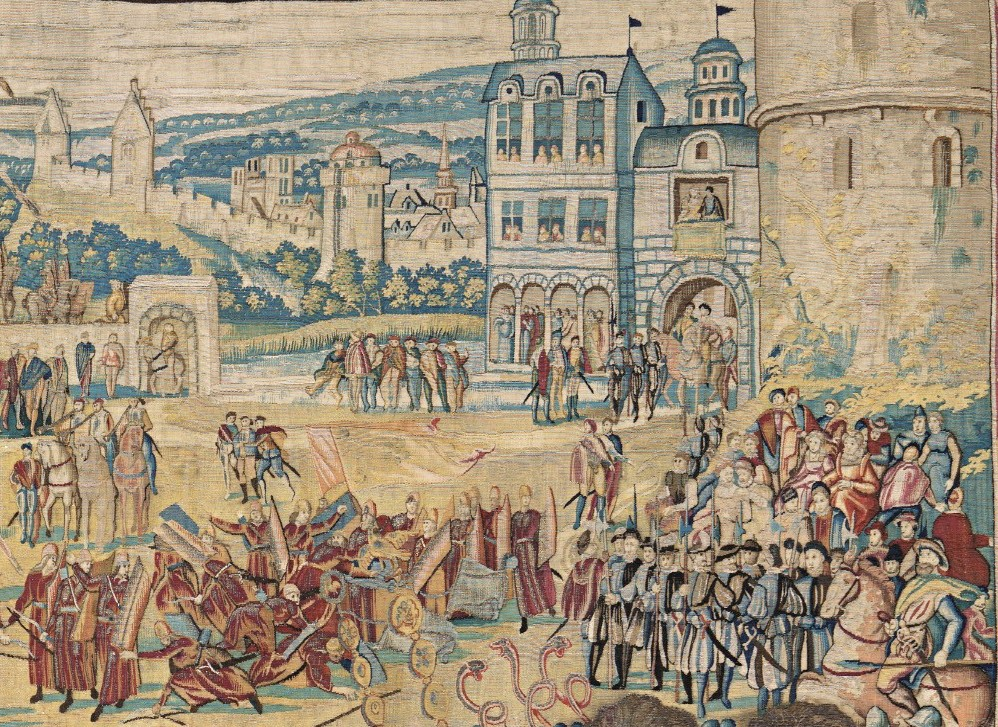
L'éléphant (detail 3)

### Portretten
Een belangrijk onderdeel van de wandtapijten zijn de manshoge portretten van vooraanstaande figuren aan het Franse hof, die in de meeste gevallen iets ter zijde op de voorgrond zijn geplaatst. In twee gevallen, bij Carrousel des chevaliers en Les ambassadeurs polonais, is te zien dat de figuren op een soort terras of trappartij staan, van waar ze uitzicht hebben op het spektakel. De geportretteerden vormen als het ware de verbinding tussen de hedendaagse toeschouwer en het spektakel op de achtergrond.
Zoals hierboven aangegeven, is de identificatie van de voorgrondfiguren voor een groot deel speculatief. In enkele gevallen is er min of meer overeenstemming tussen (kunst)historici over de identiteit van de geportretteerden. Catharina de' Medici is onmiskenbaar – in zwarte rouwkledij – afgebeeld op zeven van de acht tapijten; het meest prominent op Carrousel des chevaliers. Meermaals afgebeeld zijn verder: Catharina's favoriete zoon Hendrik III, van 1573 tot 1575 koning van Polen en van 1574 tot 1589 koning van Frankrijk (minstens tweemaal afgebeeld), Catharina's dochter Margaretha van Valois ('la reine Margot'), van 1589 tot 1599 koningin van Frankrijk (driemaal afgebeeld), en Catharina's jongste zoon Frans van Anjou, van 1581 tot 1583 Staats landvoogd van de Nederlanden (tweemaal afgebeeld). De Franse kunsthistoricus Leon de Groër dateerde de tapijten omstreeks 1575 en meende dat uitsluitend op dat moment nog levende personen zijn afgebeeld. Om die reden ontbreken, volgens De Groër, Catharina's echtgenoot Hendrik II en hun overleden kinderen Frans II (1544-1560), Elisabeth (1545-1568), Claudia (1547-1575) en Karel IX (1550-1574). Een doorslaggevend argument voor de datering van De Groër is het geheel ontbreken van de versierselen van de in 1578 door Hendrik III ingestelde Orde van de Heilige Geest. Verder zouden de kostuums en de manier van portretteren bij een vroegere datering passen.
Over de identiteit van de andere figuren lopen de meningen sterk uiteen. Zoals vermeld meende Frances Yates – en Van Ysselsteyn volgde haar hierin – diverse leden van het Huis Nassau te herkennen. Ewa Kociszewska poneerde in 2016 dat dit allen leden van het Huis Lotharingen betreft. Behalve de ook door anderen genoemde Karel III van Lotharingen en Louise van Lotharingen-Vaudémont, meende zij door vergelijking met overgeleverde portretschilderingen en -tekeningen ook andere leden van het Huis Lotharingen, met name van de zijtak Guise, te herkennen. Het meest prominent afgebeeld van de Guises is Hendrik I van Guise op het tapijt Les ambassadeurs polonais, een identificatie die door meerdere auteurs wordt gevolgd. Minder voor de hand ligt de identificatie van de persoon uiterst rechts op La barrière als Karel van Mayenne (1554-1611), een broer van Hendrik I van Guise. Verrassend is Kociszewska's steun voor Van Ysselsteijns identificatie van de onbekende persoon in het groepje van drie op L'éléphant: James I van Engeland, een Guise-afstammeling via zijn moeder. Voor de drie personen ter rechterzijde van Le départ heeft Kociszewska slechts gedeeltelijk een oplossing: een van hen zou Hendrik II van Lotharingen (1563-1624) kunnen zijn.

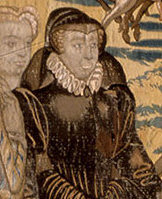
Carrousel des chevaliers: Catharina de' Medici
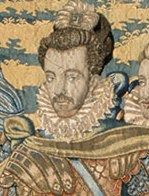
La quintaine: Hendrik III
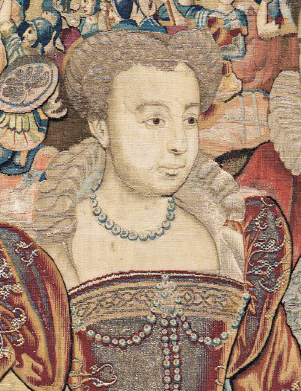
L'éléphant: Margaretha van Valois
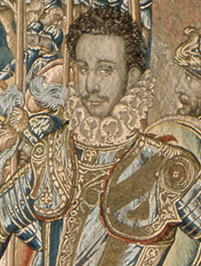
La barrière: Frans van Anjou

### Tapijtranden
De circa vijftig centimeter brede, uitbundig gedecoreerde randen van de tapijten functioneren als lijst en geven aan dat de tapijten waarschijnlijk bedoeld waren om los opgehangen te worden, dus niet ingelijst, zoals in de baroktijd vaak gebeurde. De boorden zijn geheel symmetrisch gevuld met grotesken, een opeenstapeling van onder andere guirlandes, baldakijnen, bloem-, blader- en vruchtenmotieven, vogels en andere dieren (onder andere vechtende honden en musicerende apen), menselijke wezens, putti en fantasiefiguren. Alle boorden zijn op dezelfde manier met telkens dezelfde motieven opgebouwd, aangepast aan de afmetingen van het tapijt. Naar de tapijtranden is nog relatief weinig onderzoek gedaan. Wellicht zou een diepgravende studie meer duidelijkheid kunnen brengen over de exacte plaats en tijd van ontstaan.

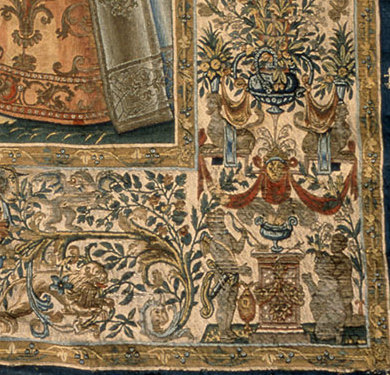
Fontainebleau, rechter benedenrand
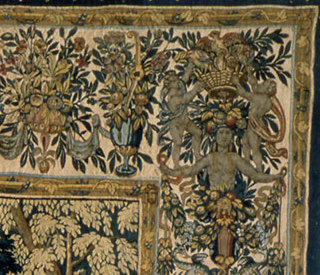
Le départ, rechter bovenrand
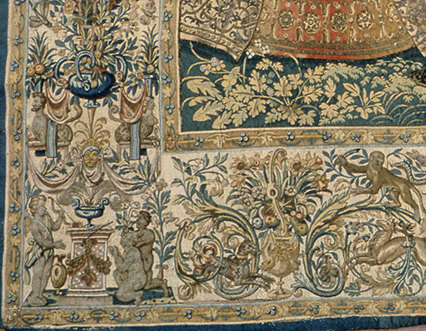
Fête nautique, linker benedenrand
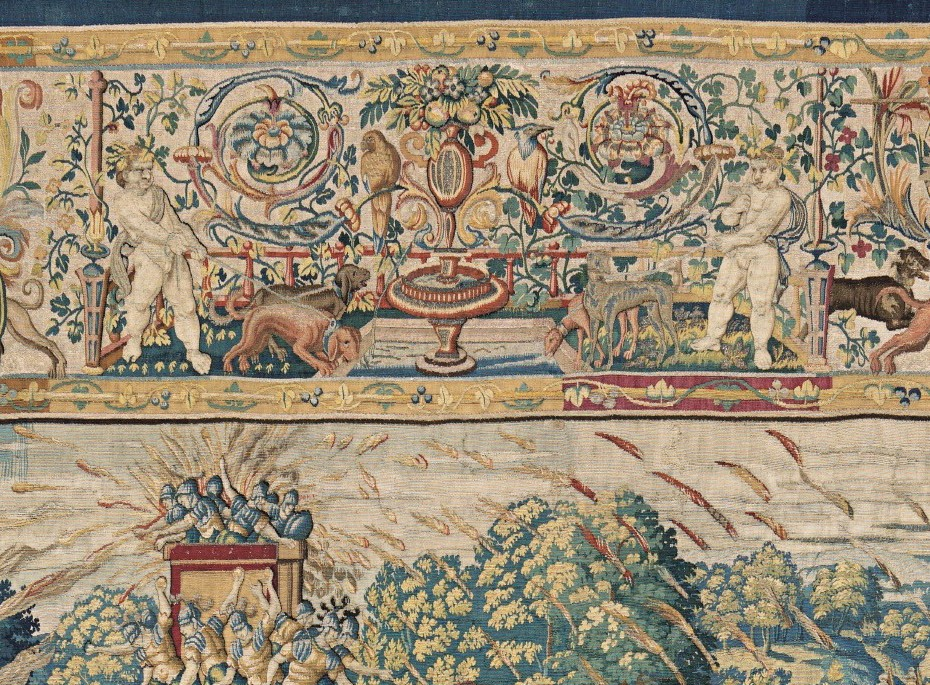
L'éléphant, midden bovenrand